# Johan George I van Saksen
Johan George I van Saksen (Dresden, 5 maart 1585 - aldaar, 8 oktober 1656, Duits: Johann Georg I von Sachsen) was van 1611 tot aan zijn dood keurvorst van Saksen. Hij behoorde tot de Albertijnse linie van het huis Wettin.

## Levensloop
Johan George was de tweede zoon van keurvorst Christiaan I van Saksen en diens echtgenote Sophie, dochter van keurvorst Johan George van Brandenburg. In 1611 volgde hij zijn oudere broer Christiaan II op als keurvorst van Saksen en aartsmaarschalk van het Heilige Roomse Rijk.
Het begin van Johan Georges regeerperiode viel in een tijd van verscherpende spanningen tussen katholieken en protestanten in het Heilige Roomse Rijk. De lutheraanse Johan George streefde een traditionele verzoeningspolitiek na en wilde de status quo van de Godsdienstvrede van Augsburg handhaven. Hij aanvaardde de keizerlijke macht die in handen was van het katholieke huis Habsburg en wees elke alliantie met de calvinisten, aangevoerd door keurvorst Frederik V van de Palts, categoriek af. 
In 1619 wees hij tijdens de Boheemse Opstand de verkiezing van Frederik V tot koning van Bohemen af. Johan George ging een bondgenootschap aan met de tegenpartij aangevoerd door keizer Ferdinand II en bestreed de aanhangers van de calvinistische Frederik V in Lausitz en Silezië.
Na de Slag op de Witte Berg, waarbij Frederik V verslagen werden, beschouwde hij de Contrareformatie die Ferdinand II in Bohemen en Silezië doorvoerde als een breuk van zijn overeenkomst met de keizer. In het verdere verloop van de Dertigjarige Oorlog bleef hij neutraal. Door de plundertochten van de Katholieke Liga voelde hij zich uiteindelijk gedwongen om zich aan te sluiten aan de zijde van koning Gustaaf II Adolf van Zweden. Het nieuw samengestelde Saksische leger sloot zich in Düben aan bij het Zweedse leger en in 1631 kon hij na de Slag bij Breitenfeld de vijand uit zijn land verdrijven.
Na de dood van Gustaaf II Adolf in de Slag bij Lützen in 1632 en de keizerlijke overwinning in de Slag bij Nördlingen in 1634, sloot Johan George zich in 1635 aan bij de Vrede van Praag, waarbij hij beleend werd met beide delen van Lausitz als erfelijk bezit. Hij verbond zich met keizer Ferdinand II om de Franse en Zweedse troepen uit zijn rijk te verdrijven. Dit leidde ertoe dat zijn land door Zweedse troepen verwoest werd.
In 1636 belegerde Johan George samen met keizerlijke troepen de door Zweden bezette stad Maagdenburg, die in juli van dat jaar capituleerde. In 1636 en 1639 verschenen de Zweedse troepen nogmaals in Saksen, waarbij onder meer de stad Zwickau bezet werd. In juli 1642 kon Johan George deze stad heroveren. Nadat de Saksische troepen in 1644 door Zweden vernietigend verslagen werden, werd hij gedwongen om zware contributies betalen. In 1645 sloten beide partijen de Wapenstilstand van Kötzschenbroda, wat voor het keurvorstendom Saksen het einde betekende van de zwaarste periode in de Dertigjarige Oorlog. Deze oorlog werd in 1648 beëindigd met de Vrede van Westfalen.
Johan George I lag meermaals in conflict met de Staten, omdat er door de Dertigjarige Oorlog en zijn spilzuchtige hofhouding een hoge schuldenberg was ontstaan. Ook had hij een grote jachtpassie en was hij drankzuchtig. Om aan deze passies te voldoen, liet hij in het wijngoed Höfloßnitz in Radebeul een lustslot bouwen en het slot van Börln ombouwen tot jachtslot. Ook was hij een grote hondenvriend, waarbij hij in het bijzonder aangetrokken werd door de Duitse dog.
In 1623 kocht hij de heerlijkheid Dobrilugk, waardoor hij bezit kreeg over het Slot Dobrilugk, dat hij liet ombouwen tot jachtslot. Ook stichtte hij in 1654 de stad Johanngeorgenstadt, die speciaal bestemd was voor protestantse vluchtelingen uit Bohemen.
In oktober 1656 stierf Johan George I op 71-jarige leeftijd.

## Huwelijken en nakomelingen
Op 16 september 1604 huwde hij met Sibylla Elisabeth (1584-1606), dochter van hertog Frederik I van Württemberg. Ze stierf tijdens de bevalling van hun enige zoon, die doodgeboren werd.
Op 19 juli 1607 huwde Johan George I met zijn tweede echtgenote Magdalena Sibylla (1586-1659), dochter van hertog Albrecht Frederik van Pruisen. Ze kregen tien kinderen:
- een doodgeboren zoon (1608)
- Sophia Eleonora (1609-1671), huwde in 1627 met landgraaf George II van Hessen-Darmstadt
- Maria Elisabeth (1610-1684), huwde in 1630 met hertog Frederik III van Sleeswijk-Holstein-Gottorp
- Christiaan Albrecht (1612-1612)
- Johan George II (1613-1680), keurvorst van Saksen
- August (1614-1680), hertog van Saksen-Weißenfels
- Christiaan I (1615-1691), hertog van Saksen-Merseburg
- Magdalena Sibylla (1617-1668), huwde eerst in 1634 met kroonprins Christiaan van Denemarken en daarna in 1652 met hertog Frederik Willem II van Saksen-Altenburg
- Maurits (1619-1681), hertog van Saksen-Zeitz
- Hendrik (1622-1622)

## Voorouders
| Overgootouders                        | Hendrik van Saksen (1473-1541) ∞ Catharina van Mecklenburg (1487-1561)                  | Hendrik van Saksen (1473-1541) ∞ Catharina van Mecklenburg (1487-1561)                  | Christian van Denemarken (1503-1559) ∞ Dorothea van Saksen-Lauenburg (1511-1571)        | Christian van Denemarken (1503-1559) ∞ Dorothea van Saksen-Lauenburg (1511-1571)        | Joachim II Hector van Brandenburg (1505-1571) ∞ Magdalena van Saksen (1507-1534)        | Joachim II Hector van Brandenburg (1505-1571) ∞ Magdalena van Saksen (1507-1534)        | George van Brandenburg-Ansbach (1484-1543) ∞ Hedwig an Münsterberg-Oels (1508-1531)     | George van Brandenburg-Ansbach (1484-1543) ∞ Hedwig an Münsterberg-Oels (1508-1531)     |
| Grootouders                           | August van Saksen (1521–1586) ∞ Anna van Denemarken (1532-1585)                         | August van Saksen (1521–1586) ∞ Anna van Denemarken (1532-1585)                         | August van Saksen (1521–1586) ∞ Anna van Denemarken (1532-1585)                         | August van Saksen (1521–1586) ∞ Anna van Denemarken (1532-1585)                         | Johan Georg van Brandenburg (1525–1598) ∞ Sabina van Ansbach (1529–1575)                | Johan Georg van Brandenburg (1525–1598) ∞ Sabina van Ansbach (1529–1575)                | Johan Georg van Brandenburg (1525–1598) ∞ Sabina van Ansbach (1529–1575)                | Johan Georg van Brandenburg (1525–1598) ∞ Sabina van Ansbach (1529–1575)                |
| Ouders                                | Keurvorst Christiaan I van Saksen (1560–1591) ∞ 1582 Sophia van Brandenburg (1568–1622) | Keurvorst Christiaan I van Saksen (1560–1591) ∞ 1582 Sophia van Brandenburg (1568–1622) | Keurvorst Christiaan I van Saksen (1560–1591) ∞ 1582 Sophia van Brandenburg (1568–1622) | Keurvorst Christiaan I van Saksen (1560–1591) ∞ 1582 Sophia van Brandenburg (1568–1622) | Keurvorst Christiaan I van Saksen (1560–1591) ∞ 1582 Sophia van Brandenburg (1568–1622) | Keurvorst Christiaan I van Saksen (1560–1591) ∞ 1582 Sophia van Brandenburg (1568–1622) | Keurvorst Christiaan I van Saksen (1560–1591) ∞ 1582 Sophia van Brandenburg (1568–1622) | Keurvorst Christiaan I van Saksen (1560–1591) ∞ 1582 Sophia van Brandenburg (1568–1622) |
| Johan George I van Saksen (1585–1656) |                                                                                         |                                                                                         |                                                                                         |                                                                                         |                                                                                         |                                                                                         |                                                                                         |                                                                                         |